# Jutulhogget (Antarktika)
Der Jutulhogget (norwegisch sinngemäß für Gipfel der Riesen) ist ein 2020 m hoher Berg mit steilwandigem Gipfel im ostantarktischen Königin-Maud-Land. Er ragt im östlichen Ausläufer der Mayrkette in der Gjelsvikfjella auf.
Erste Luftaufnahmen des Berges entstanden bei der Deutschen Antarktischen Expedition 1938/39 unter der Leitung des Polarforschers Alfred Ritscher. Norwegische Kartografen, welche den Berg auch benannten, nahmen anhand von Luftaufnahmen und Vermessungen der Norwegisch-Britisch-Schwedischen Antarktisexpedition (1949–1952) eine Kartierung vor.